# Sphenocichla humei
La ratina picocuña occidental (Sphenocichla humei) es una especie de ave paseriforme de la familia Timaliidae endémica del Himalaya oriental.

## Distribución y hábitat
Se la encuentra únicamente en el Himalaya oriental, distribuido por Nepal, Bután y el noreste de la India. Su hábitat natural son los bosques de montaña subtropicales. Se encuentra amenazada por pérdida de hábitat.
Habita en el sotobosque de los bosques de hojas perenne y bambú en elevaciones entre 900-1950 m s. n. m. Prefiere las laderas orientadas hacia el oeste en Bután. Solo durante el invierno desciende a zonas de menor altura. Conforma pequeños grupos que se alimentan de insectos, especialmente escarabajos de la madera.